# Добровольче
Доброво́льче — село в Україні, у Мелітопольському районі Запорізької області. Входить до складу Чкаловської сільської громади. Населення становить 210 осіб. 

## Географія
Село Добровольче розташоване на відстані 4,5 км від села Калинівка.
У селі є вулиці: Зелена, Степова та Шевченка.

### Клімат
Клімат села помірно континентальний, зі спекотним літом і малосніжною, переважно теплою зимою, характеризується чітко означеною посушливістю.
| Клімат Добровольчеського  | Клімат Добровольчеського | Клімат Добровольчеського | Клімат Добровольчеського | Клімат Добровольчеського | Клімат Добровольчеського | Клімат Добровольчеського | Клімат Добровольчеського | Клімат Добровольчеського | Клімат Добровольчеського | Клімат Добровольчеського | Клімат Добровольчеського | Клімат Добровольчеського | Клімат Добровольчеського |
| Показник                  | Січ.                     | Лют.                     | Бер.                     | Квіт.                    | Трав.                    | Черв.                    | Лип.                     | Серп.                    | Вер.                     | Жовт.                    | Лист.                    | Груд.                    | Рік                      |
| Середній максимум, °C     | −0,4                     | 0,3                      | 4,8                      | 14,0                     | 21,2                     | 25,9                     | 28,4                     | 27,7                     | 22,1                     | 14,5                     | 7,0                      | 2,4                      | 13                       |
| Середня температура, °C   | −3,4                     | −2,8                     | 1,2                      | 9,3                      | 15,9                     | 20,4                     | 22,7                     | 21,9                     | 16,5                     | 9,8                      | 3,9                      | −0,2                     | 9                        |
| Середній мінімум, °C      | −6,4                     | −5,8                     | −2,3                     | 4,6                      | 10,7                     | 14,9                     | 17,0                     | 16,1                     | 10,9                     | 5,2                      | 0,8                      | −2,8                     | 5                        |
| Норма опадів, мм          | 36                       | 34                       | 29                       | 31                       | 42                       | 49                       | 48                       | 36                       | 33                       | 25                       | 35                       | 42                       | 440                      |
| ------------------------- | ------------------------ | ------------------------ | ------------------------ | ------------------------ | ------------------------ | ------------------------ | ------------------------ | ------------------------ | ------------------------ | ------------------------ | ------------------------ | ------------------------ | ------------------------ |
| Джерело: climate-data.org |                          |                          |                          |                          |                          |                          |                          |                          |                          |                          |                          |                          |                          |

## Історія
Засноване 1922 року.
Село постраждало від Голодомору 1932—1933 років, організованого радянським урядом з метою винищення місцевого українського населення. Кількість встановлених жертв згідно з даними Державного архіву Запорізької області — 22 особи. У сусідньому селі Новоолексіївка за даними архіву відомо про 2 смерті.
У 1962—1965 роках належало до Михайлівського району Запорізької області, відтак у складі Веселівського району.
У радянський час до села було приєднано сусіднє село Новоолексіївка.
До 2017 року орган місцевого самоврядування — Калинівська сільська рада.
22 червня 2023 року рішенням Національної комісії зі стандартів державної мови віднесено до списку населених пунктів, які «можуть не відповідати лексичним нормам української мови», зокрема стосуватися «російської імперської чи колоніальної політики». Громаді рекомендовано обґрунтувати доцільність збереження поточної назви або  запропонувати нову назву в установленому законодавством порядку.
5 червня 2025 року Постановою Верховної Ради України №4483-ІХ «Про перейменування окремих населених пунктів, назви яких містять символіку російської імперської політики або не відповідають стандартам державної мови» село Добровольчеське перейменовано на Добровольче. 

## Населення
За переписом населення України 2001 року в селі мешкало 209 осіб.

### Мова
Розподіл населення за рідною мовою за даними перепису 2001 року:
| Мова       | Відсоток |
| ---------- | -------- |
| українська | 94,76 %  |
| російська  | 4,76 %   |
| білоруська | 0,48 %   |